# Sulingen
Sulingen là một thị xã ở huyện Diepholz, bang Niedersachsen, Đức. Đô thị này có diện tích 110,61 km². Đô thị này có cự ly khoảng 30 km về phía đông của Diepholz, và 45 km về phía nam của Bremen.